# Bazyli Moskiewski

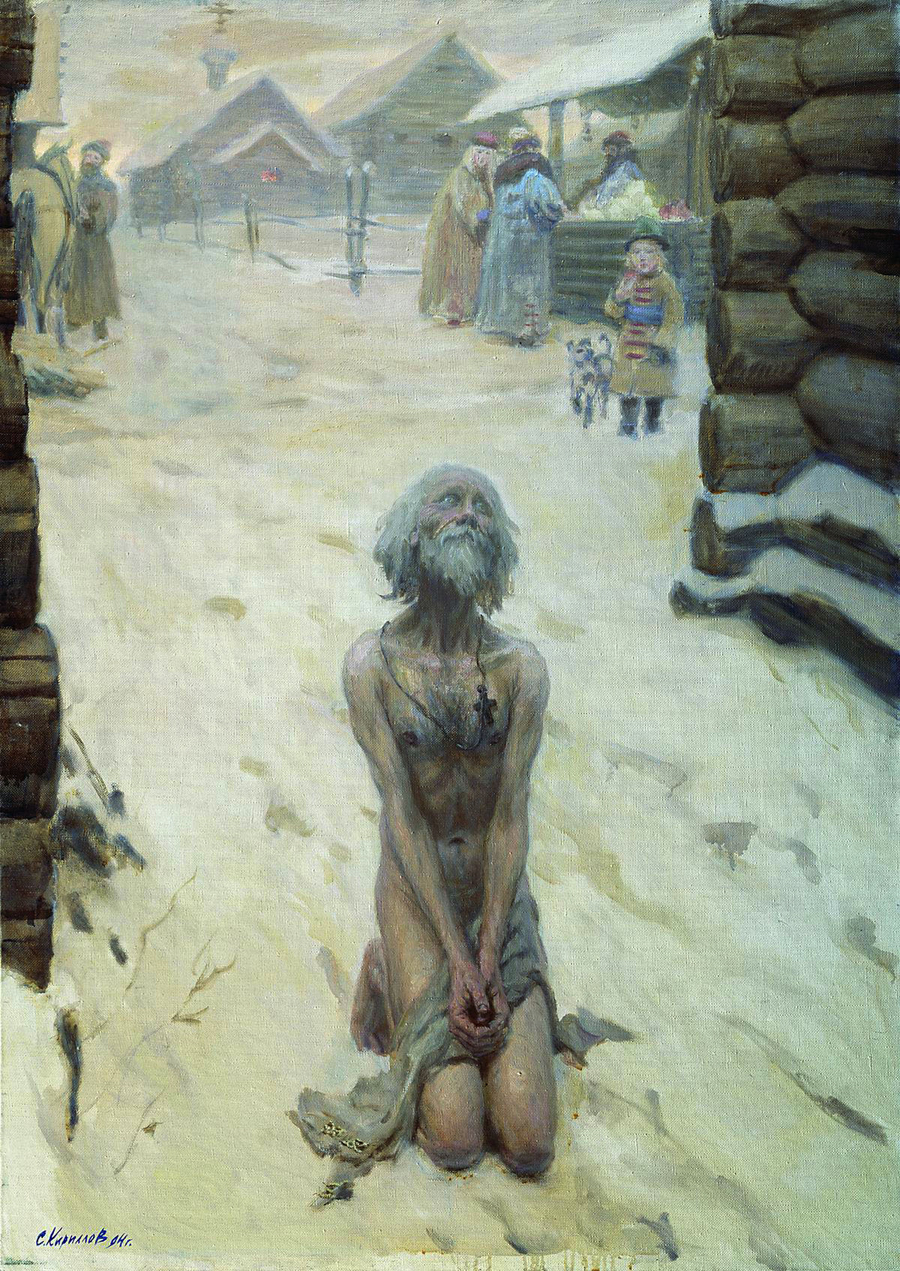
Bazyli Moskiewski na obrazie Siergieja Kiriłłowa

Bazyli Moskiewski, zw. również Wasyl Błogosławiony (ur. 1464 w Jełochowie, zm. 1552 w Moskwie) – święty Rosyjskiego Kościoła Prawosławnego, jurodiwy.
Według hagiografii Bazyli urodził się w rodzinie chłopskiej. W wieku 16 lat miał dobrowolnie porzucić rodzinę i udać się do Moskwy z zamiarem zostania jurodiwym. Nie miał stałego miejsca zamieszkania, poruszając się od jednej cerkwi do następnej i sypiając przy różnych świątyniach. Umartwiał się, stale poszcząc, ograniczając sen, chodząc półnago i skuwając się kajdanami. Jeszcze za życia zyskał opinię świętego i cudotwórcy-uzdrowiciela – na prośby wiernych prorokował przyszłość, zapowiadając przyszłe kary dla grzeszników i nagrody dla osób wypełniających przykazania religijne. Szczególnie często miał pojawiać się w szynkach moskiewskich, gdzie ostrzegał przed skutkami spożywania alkoholu. Zyskał szacunek nawet u cara Iwana Groźnego.
Po śmierci Bazyli Moskiewski został pochowany w pobliżu Bramy Spaskiej moskiewskiego Kremla. Ok. 30 lat później został uznany przez Rosyjski Kościół Prawosławny za świętego. Iwan Groźny postanowił uhonorować jego pamięć wzniesieniem na miejscu jego grobu zespołu cerkwi, znanego pod wspólną nazwą soboru Wasyla Błogosławionego. W obiekcie tym na stałe wystawione zostały relikwie jurodiwego. Na ikonach jest on przedstawiany nago, jako mężczyzna wychudzony i zaniedbany, w trakcie modlitwy.